# Franklin Barlow Sexton
Franklin Barlow Sexton (* 29. April 1828 in New Harmony, Indiana; † 15. Mai 1900 in El Paso, Texas) war ein US-amerikanischer Jurist, Plantagenbesitzer und als Politiker sowohl für die Vereinigten Staaten als auch für die Konföderierten Staaten tätig. Er gehörte der Demokratischen Partei an. Ferner diente er in der Konföderiertenarmee.

## Werdegang
Franklin Barlow Sexton, Sohn von Emily Hughes Davis und Dr. Samuel Sexton, wurde ungefähr neun Jahre vor dem Beginn der Wirtschaftskrise von 1837 im Posey County (Indiana) geboren. Seine Familie zog 1831 nach Texas und ließ sich im San Augustine County nieder. Über seine Jugendjahre ist nichts weiter bekannt. 1846 graduierte er am Wesleyan College. Nach einer Lehre zum Drucker (printer's devil) studierte er Jura bei den Rechtsanwälten Oran M. Roberts (1815–1898) und James Pinckney Henderson (1808–1858). Infolge einer Sonderregelung erhielt er 1848 vor seinem 21. Geburtstag seine Zulassung als Anwalt. Seine Studienzeit war vom Mexikanisch-Amerikanischen Krieg überschattet. Sexton gründete eine florierende Praxis in San Augustine und wurde im Laufe der Jahre ein wohlhabender Plantagenbesitzer. Er verfolgte auch eine politische Laufbahn. In den 1850er Jahren saß er im Repräsentantenhaus und 1861 im Senat von Texas. Am 10. August 1852 heiratete er Eliza Richardson (1833–1894), Tochter von Daniel Long Richardson (1794–1849). Das Paar bekam zwölf Kinder, darunter eine Tochter, Loulie Sharpe (1864–1935), welche Harry Fishburne Estill (1861–1942) heiratete, der zwischen 1908 und 1937 der fünfte Präsident der Sam Houston State University war. 1860 hatte Sexton den Vorsitz bei der State Democratic Convention.
Nach dem Ausbruch des Bürgerkrieges diente er eine Zeit lang in der Konföderiertenarmee, bevor er in den Senat von Texas gewählt wurde. Allerdings trat er nicht aus der Armee aus, um seinen Senatssitz anzutreten. Am 6. November 1861 wurde er für den vierten Wahlbezirk von Texas in den ersten Konföderiertenkongress gewählt, wo er am 18. Februar 1862 seinen Posten antrat. Während seiner Kongresszeit saß er in dem Committee on Commerce, dem War Tax Committee, dem Committee on Quartermaster and Commissary Departments und dem Transportation, Highways and Military Affairs Committee. Obwohl Sexton die Jefferson Davis (1808–1889) Administration unterstützte, ging er davon aus, dass diese ebenso wie die meisten Weststaatler in der Konföderation seine Region als bloß eine Weide ansahen, wo Rindfleisch und einfache Soldaten aufgezogen wurden. Er war ein Gegner einer Steuer auf landwirtschaftliche Erzeugnisse und den Abtransport der Sklaven von den Feldern, aus welchem Grund auch immer. Obwohl er die Wehrpflicht begünstigte, protestierte er gegen die Verlegung von Verteidigungstruppen aus Texas über den Mississippi River hinaus. Am 3. August 1863 wurde er in den zweiten Konföderiertenkongress wiedergewählt und war damit nur einer von zwei Texanern, die in beiden Konföderiertenkongressen dienten. Während seiner zweiten Amtszeit saß er in dem Committee on Ways and Means, dem Joint Committee und dem Committee on the Post Office and Post Roads. Zuletzt hielt er erfolgreich den Postfluss zu und von den konföderierten Soldaten aus Texas aufrecht, welche im Osten dienten. Zur Drosselung der unkontrollierbaren Inflation begünstigte er eine Steuererhöhung.
Nach dem Ende des Krieges 1865 nahm er seine Tätigkeit als Anwalt in seiner Kanzlei in San Augustine wieder auf, welcher er bis 1872 nachging, als er nach Marshall (Harrison County) umzog. Er verblieb in der Politik aktiv. 1876 nahm er als Delegierter an der Democratic National Convention teil. Während dieser hielt er eine Rede, wo er die Nominierung von Samuel J. Tilden (1814–1886) unterstützte. Nach dem Tod seiner Ehefrau zog er nach El Paso, um bei seiner Tochter zu leben. Dort wurde er zum Richter am State Supreme Court ernannt, war aber auch als United States Commissioner tätig. Sexton verstarb am 15. Mai 1900 in El Paso. Sein Leichnam wurde dann nach Marshall überführt und dort beigesetzt. Sexton war ein Methodist und ein Freimaurer, welcher 1870 zum Grand Commander bei den Knights Templar of Texas gewählt wurde.

## Trivia
Das Bürgerkriegstagebuch von Franklin Barlow Sexton wurde 1935 durch die Southwestern Historical Quarterly veröffentlicht.